# Вейл-Ков
Вейл-Ков (інуктитут Tikiraqjuaq ᑎᑭᕋᕐᔪᐊᖅ , англ. Whale Cove) — село у Канаді у регіоні Ківаллік території Нунавут. Розташоване на західному березі Гудзонової затоки. Населення становить 407 людини (на 2011 рік), більшість населення складають ескімоси.
Ескімоська назва Tikiraqjuaq перекладається як "довге місце", а англійська назва Whale Cove означає "китова бухта".
У селі є аеропорт.

## Населення
Населення села Вейл-Ков за переписом 2011 року становить 407 людей і для нього характерним є зростання у період від переписів 2001 й 2006 років: 
- 2001 рік - 305 осіб [2]

- 2006 рік - 353 особи [2]

- 2011 рік - 407 осіб.[1]

Данні про національний склад населення, рідну мову й використання мов у селі Вейл_Ков, отримані під час перепису 2011 року, будуть оприлюднені 24 жовтня 2012 року. Перепис 2006 року дає такі данні:
- корінні жителі - 340 осіб,
- некорінні - 15 осіб.

| Мова              | Кількість населення, осіб |
| Тільки англійська | 10                        |
| Інша              | 340                       |

| Мова                                          | Кількість населення, осіб |
| Тільки англійська                             | 285                       |
| Тільки французька                             | 0                         |
| Французька і англійська                       | 10                        |
| Не володіють ані англійською, ані французькою | 60                        |

| Мова                         | Кількість населення, осіб |
| Англійська                   | 35                        |
| Французька                   | 0                         |
| Неофіційна мова              | 310                       |
| Англійська і неофіційна мови | 10                        |

| Мова                         | Кількість населення, осіб |
| Англійська                   | 45                        |
| Неофіційна мова              | 85                        |
| Англійська і неофіційна мови | 10                        |